# Empréstimo
O termo empréstimo é popularmente conhecido como um “contrato” pelo qual uma pessoa entrega a outra pessoa um objeto, que deve ser devolvido ao primeiro em certo prazo de mercado. É comum a utilização do termo “empréstimo” para designar outras operações, como financiamento e crédito. No entanto, tais termos não são equivalentes.
Enquanto no empréstimo o valor é dado sem destinação específica, no financiamento existe vinculação entre o valor concedido e sua utilização. Já o crédito, que também não tem destinação específica, é utilizado para a satisfação de uma necessidade a curto prazo, geralmente concedido em conta ou através de cartão de crédito, onde se tem um montante fixo disponível para uso. O empréstimo, por sua vez, não tem valor fixo, e pode ser concedido de acordo com o pedido do cliente e sua possibilidade de pagamento.

## História
O empréstimo é uma atividade tão primária quanto as permutas de mercadorias. Os sumérios, por exemplo, faziam a irrigação e a silagem de grãos coletivamente, fato que os obrigaram a desenvolver formas de organização do uso dos aparelhos, motivando o desenvolvimento da contagem e da escrita cuneiforme.
Na Grécia Antiga, o empréstimo também tinha um papel importante, pois os pequenos camponeses, chamados de hectemoros, recorriam aos grandes proprietários para obter empréstimo de sementes e alimentos. O pagamento era feito com uma parte do que havia sido produzido e, caso não fosse feito, suas terras poderiam ser confiscadas e ele ser vendido como escravo.
Com o desenvolvimento do conceito de dinheiro e moeda na Idade Média e a concentração de grandes de metais preciosos na Europa, os bancos entenderam que concentrar-se apenas no seu fluxo de caixa não era o mais rentável, e, ao garantir crédito, eles poderiam cobrar pelo tempo que os emprestadores tomassem um determinado valor. Inicialmente, o empréstimo era feito apenas para comerciantes, industriais e financiamento de guerras. Para o cidadão comum, só era possível obter dinheiro extra com penhora de bens. Após um longo período, percebeu-se que a linha de micro-crédito era muito rentável, e logo os bancos também passaram a controlar essas operações.
Posteriormente, com a tentativa de organização dos sistemas bancários e a criação dos bancos centrais para criação das políticas monetárias dos países, houve um desenvolvimento dos contratos de empréstimo, garantindo maior equidade para aqueles contratavam o produto,  embora os bancos não necessitassem de nenhum lastro monetário para prometerem empréstimos.

## Definição jurídica
Empréstimo é gênero, do qual mútuo e comodato são espécies. Segundo Orlando Gomes, é o contrato onde uma das partes recebe, para usar ou utilizar, algo, que deve ser restituído, ou dado outro em mesmo gênero, quantidade e qualidade, após um determinado tempo

### Comodato
O comodato encontra a sua previsão legal nos artigos 579 ao 585 do Código Civil, e é popularmente conhecido como o empréstimo de uso, ou seja, aquilo que é emprestado é bem infungível e inconsumível, é usado pelo prazo estabelecido, e deve ser devolvido o mesmo objeto que foi dado em empréstimo. Nesta modalidade, não há a transferência de propriedade da coisa emprestada àquele que a recebeu. O comodato, em sua essência, um contrato gratuito e deve ter como objeto um bem infungível, sob pena de não se caracterizar, uma vez que, sendo remunerado, transmuta-se para locação, e sendo de prestação, transforma-se em contrato atípico, o que implica dizer que esta é uma modalidade de contrato real, seja esta coisa um bem móvel ou imóvel.
Por ser contrato unilateral, é de sua essência que, caso a coisa emprestada se perca ou pereça, quem sofre o prejuízo é o comodante, exceto se ficar comprovado que este não teve o devido zelo com o que lhe foi emprestado e, por essa razão, o bem se perdeu ou deteriorou.
Pode ser por prazo determinado, situação em que aquele que emprestou não pode exigir o bem emprestado antes do término do prazo, salvo se houver necessidade imprevista, que deve ser reconhecida por um juiz. Também pode se dar por prazo indeterminado.

#### Obrigações do comodatário
O comodatário tem o dever de guardar e conservar aquilo que lhe foi dado em empréstimo, como se fosse seu, bem como restringir o uso aos limites do contrato, usando-o de acordo com a sua natureza.

#### Obrigações do comodante
Como é um contrato unilateral, as obrigações surgem somente para o comodatário, via de regra. Excepcionalmente, podem surgir obrigações ao comodante, como o dever de restituir o comodatário das despesas extras necessárias para a conservação da coisa emprestada e indenizá-lo dos prejuízos causados por algum vício ou defeito do bem

### Mútuo
O mútuo pode ser chamado de empréstimo de consumo, uma vez que o bem emprestado é fungível e consumível, é utilizado, consumido durante o empréstimo, o que implica que sua devolução é feita por equivalente, ou seja, na mesma quantidade e do mesmo gênero e qualidade, mas não necessariamente o mesmo objeto. Isso porque, nesta espécie de empréstimo, a propriedade se transfere àquele que recebe o bem emprestado, podendo dispô-la da maneira como achar cabível.
Diferentemente do comodato, o mútuo não precisa ser, necessariamente, gratuito. Aliás, sua forma mais comum é aquela revestida de onerosidade, onde são estipulados juros, em especial no empréstimo de dinheiro, com fins econômicos, conhecido como mútuo feneratício. Outro aspecto diferenciador do mútuo e do comodato é que aquele consiste no empréstimo de bens fungíveis, e que deve ser restituído pelo valor que possui, enquanto este último é relativo a bens infungíveis, e que devem ser devolvidos a quem empresta.
É da essência do mútuo que ele se dê por prazo determinado, sob pena de, sendo gratuito, migrar sua origem para doação, ou para venda, se for oneroso. De igual modo, o mútuo, inclusive em sua modalidade onerosa, é unilateral, uma vez que só surgem obrigações ao mutuário.
Pode ser convencionado o pagamento parcelado, situação em que se diz que a dívida decorrente do mútuo é amortizável. Por fim, o contrato se extingue com o transcurso do prazo, visto que, diferentemente do comodato, não há a possibilidade de indeterminação do período de empréstimo

#### Obrigações do mutuário
O mutuário tem o dever de restituir a coisa equivalente e, em se tratando de mútuo feneratício, pagar os juros estabelecidos contratualmente, sob pena de facultar ao mutuante a resolução do contrato, por inexecução.

## Espécies de empréstimo
No Brasil, existe uma ampla variedade de opções de crédito disponíveis para atender às mais diversas necessidades financeiras, desde despesas emergenciais até investimentos de longo prazo. Entre essas opções, os empréstimos e financiamentos se destacam por oferecer alternativas específicas para diferentes situações, como a compra de bens, reformas, cursos e outros projetos pessoais ou profissionais. Cada modalidade apresenta características distintas, como prazos, taxas de juros e condições de pagamento, que podem influenciar diretamente na escolha mais adequada para cada caso.
Por outro lado, é essencial analisar cuidadosamente os tipos de empréstimos disponíveis para evitar problemas como o superendividamento. Algumas modalidades podem parecer atraentes à primeira vista, mas, se não forem escolhidas com critério, podem gerar custos elevados a longo prazo. Por isso, conhecer as opções de crédito oferecidas no mercado e comparar suas condições é fundamental para garantir que a escolha seja alinhada às  necessidades e capacidades financeiras de quem contrata.

### Empréstimo consignado
O empréstimo consignado é uma modalidade de empréstimo em que o desconto da prestação é feito diretamente da folha de pagamento ou de benefícios previdenciários daquele que contrata o empréstimo. A instituição financeira precisa da autorização do cliente por escrito e anterior aos descontos.
A única vedação específica neste tipo de empréstimo, imposta pelo Banco Central, é o impedimento de as instituições financeiras impossibilitarem que o seu cliente realize uma nova operação de crédito com outras instituições financeiras.
Quando se é aposentado ou pensionista pelo INSS, pode-se tirar dúvidas em relação a este tipo de empréstimo no próprio site do Instituto Nacional do Seguro Social ou da Previdência Social.
Não é necessário ter um avalista, isto é, alguém que garanta a dívida a ser paga.

### Empréstimo em cheque especial
É um tipo de empréstimo em que há um crédito pré-aprovado pelo banco do cliente e, caso este ultrapasse o limite de recursos em dinheiro que existe em sua conta, poderá utilizar o crédito pré-aprovado como um empréstimo em cheque especial. Os recursos são disponibilizados automaticamente, conforme o cliente ultrapasse os limites de sua conta. O valor da linha de crédito dependerá das negociações entre o banco e o cliente, sendo um dos critérios de maior peso a renda deste último.
Uma das vantagens desta modalidade de empréstimo é ter dinheiro rápido para cobrir eventuais débitos. Entretanto, sempre quando o empréstimo em cheque especial é utilizado, a instituição financeira cobra juros, geralmente elevados, e encargos sobre o valor utilizado.

### Empréstimo rotativo
Empréstimo utilizado quando não é possível pagar a fatura do cartão de crédito em sua data de vencimento. Nessas situações, a instituição financeira oferece ao cliente a opção de pagar o valor mínimo da fatura e com isso parcelar o que não foi pago.
Apesar da vantagens de postergar o valor completo da fatura para outra data futura, as taxas e encargos cobrados pela instituição financeira são, em geral, muito altos.

### Empréstimo direto ao consumidor
É aquele fornecido com o objetivo de incentivar o consumo através do parcelamento do valor a ser pago. São empréstimos fornecidos na hora da compra do produto ou serviço, para pessoas físicas ou jurídicas. Quando é utilizado, o consumidor passa a desfrutar imediatamente de um bem que será pago com renda futura.
Esta modalidade de empréstimo pode ser realizada junto a bancos, outras instituições financeiras ou lojas de departamento, com diversos instrumentos financeiros para o seu acesso, como cartões de crédito, formas de pagamento diferenciado, empréstimos pessoais, pagamento em prestações e outros.

### Empréstimo com penhor
Este tipo de empréstimo possibilita o acesso a crédito rápido, normalmente sem a análise de cadastro de crédito e outros tipos de burocracia, vez que só se faz necessário apresentar documentos pessoais e comprovante de residência. Para isso, faz-se crucial dar como garantia joias, metais nobres, utensílios e outros objetos não-perecíveis de valor.
Para a negociação são exigidos os juros pré-fixados, a Tarifa de Avaliação e Renovação (TAR) e o Imposto sobre Operações Financeiras (IOF).
No Brasil, é realizado pela Caixa Econômica Federal.

### Empréstimo on-line
O empréstimo on-line é uma modalidade de empréstimo de grande expansão nos últimos anos, caracterizado por todas as suas fases de negociação serem feitas através da internet, desde o pedido inicial do empréstimo, até o ato final de disponibilização do dinheiro. Além de o pedido de linha de empréstimo poder ser feito diretamente de casa, há a possibilidade de simular o empréstimo e seus custos futuros nas várias instituições financeiras concomitantemente. Há ainda a possibilidade de simular um empréstimo em plataformas que agregam toda a oferta bancária, disponibilizando informações de comparação entre os produtos, como TAEG e TAN.
Essa forma de empréstimo está disponível para indivíduos e empresas, com critérios de elegibilidade que incluem idade, documentação, histórico de crédito e capacidade de pagamento. 
Dentre os documentos necessários para a concessão de tal modalidade estão os documentos de identificação, comprovante de renda e informações financeiras mais recentes. 

### Empréstimo empresarial
O empréstimo empresarial, também conhecido como empréstimo para empresas ou empréstimo para pessoa jurídica, é a modalidade de crédito destinadas a pessoas jurídicas que buscam por possibilidades de evolução em suas atividades empresariais, mas não têm os recursos financeiros próprios suficientes. Ele se diferencia do recurso próprio no Capital Social da empresa a medida que o valor tomado é atualizado de acordo com uma taxa de juros contratada e o repagamento é feito de periodicamente de acordo com um calendário de pagamentos contratado.
A oferta do crédito empresarial no Brasil é atividade regulamentada e limitada a instituições financeiras de acordo com a Resolução nº 3.954 do Banco Central. Outras instituições podem atuar indiretamente na concessão de crédito através da atuação como Correspondente Bancário. A decisão de concessão de crédito empresarial é de total responsabilidade da Instituição Financeira envolvida e é estabelecida a partir da avaliação feita por especialistas de crédito e/ou por algoritmos especificamente desenhado para tal, com base nas informações fornecidas ao longo do período de análise e nos algoritmos desenvolvidos para capturar e processar informações de crédito existentes no mercado.
Ao conceder crédito, é imprescindível ter o máximo de clareza de quanto o cliente deverá pagar, por isso, conforme a resolução nº 3.517  do Banco Central, torna-se obrigatório a informação do Custo Efetivo Total (CET). Essa taxa tem por objetivo informar qual é o valor total que o cliente pagará em um empréstimo. A CET é calculada levando-se em consideração todos os custos incluídos na operação de crédito e é considerada a maneira mais efetiva de comparação entre o custo de crédito entre duas instituições financeiras.
Em grande parte dos bancos, é necessária a apresentação de diversos documentos, online ou presencialmente, para a confirmação do pedido de crédito para empresas junto a Instituição financeira. Entre os documentos mais frequentemente pedidos, estão a última alteração do contrato social, comprovante de endereço da empresa e extratos bancários completos das contas da empresa dos últimos 90 dias, e, também, documentos do proprietário da empresa, como identidade, CPF dos sócios, comprovante de renda e comprovante de residência.

### Empréstimo com garantia de imóvel financiado - compartilhamento de alienação fiduciária
A alienação fiduciária foi incorporada no ordenamento jurídico brasileiro no ano de 1997, pela Lei 9.514, para com isto, impulsionar as negociações imobiliárias e, dar ao cidadão comum, melhores condições de negociações e financiamentos.
Com previsão no art. 1.361 do Código Civil de 2002, in verbis, “Considera-se fiduciária a propriedade resolúvel de coisa móvel infungível que o devedor, com escopo de garantia, transfere ao credor.”. Assim, segundo Flávio Tartuce, “fica nítido que o devedor fiduciante aliena o bem adquirido a um terceiro, o credor fiduciário, que paga o preço ao alienante originário da coisa. O credor fiduciário é o proprietário da coisa, tendo, ainda, um direito real de garantia sobre o bem que lhe é próprio.” E, com o pagamento da dívida, a propriedade do bem é transferida ao fiduciante.
Visando os incentivos para conter os efeitos econômicos gerados pela pandemia do novo Corona Vírus, o governo federal editou, nos mês de Julho deste ano, a Medida Provisória nº 992, que altera a Lei Federal nº 13.476/17, adicionando o art. 9º-A que diz, “Fica permitido ao fiduciante, com a anuência do credor fiduciário, utilizar o bem imóvel alienado fiduciariamente como garantia de novas e autônomas operações de crédito de qualquer natureza, desde que contratadas com o credor fiduciário da operação de crédito original.”, regulamentando, assim, a possibilidade de compartilhamento da garantia de alienação fiduciária de bens imóveis entre mais de uma operação de crédito dentro do Sistema Financeiro Nacional.
Com este compartilhamento de alienação fiduciária, o Governo pretende fomentar uma maior circulação de crédito, uma vez que o imóvel poderá ser dado em garantia em mais de uma operação. Diversas instituições, como o Banco Itaú, por exemplo, já instituíram um programa especial para a modalidade de empréstimo, oferecendo menores taxas de juros e um prazo de parcelamento maior.
De acordo com Otávio Damasco, diretor do Banco Central, o compartilhamento pode liberar 60 bilhões de reais de crédito no mercado e, com base no pagamento do saldo devedor e, concomitantemente, o aumento do valor de garantia nas operações, novas operações podem ser contratadas.
Entretanto, com o inadimplemento em relação a qualquer uma das operações, independente do valor, a instituição financeira pode considerar antecipadamente todas as demais operações de crédito e, com isso, passa ser exigível o pagamento da dívida, em sua totalidade, para todos efeitos legais. 

### Empréstimo para Condomínios
O empréstimo para condomínio, também conhecido como financiamento condominial, é uma modalidade de crédito destinada a atender necessidades específicas de condomínios. Ele permite a antecipação de um valor fixo, geralmente planejado para a realização de obras ou despesas extraordinárias, como reformas, modernizações ou reparos estruturais importantes. Essa solução financeira oferece aos condomínios a possibilidade de executar melhorias de forma rápida e eficiente, sem depender exclusivamente do caixa disponível.
Após a solicitação e uma análise de crédito, o valor integral é liberado ao condomínio, e as condições de pagamento são definidas em contrato. Uma das grandes vantagens desse tipo de empréstimo é a possibilidade de economizar em materiais e serviços, já que pagamentos à vista podem garantir descontos significativos. Assim, o empréstimo para condomínio se torna uma alternativa prática para viabilizar melhorias estruturais ou outros projetos necessários, sem comprometer o fluxo financeiro do condomínio.

### Empréstimo com Garantia de Veículos
O empréstimo com garantia de veículo é uma modalidade de crédito em que o proprietário de um automóvel quitado utiliza o próprio veículo como garantia para obter o empréstimo. Nesse tipo de operação, o bem fica alienado à instituição financeira até que a dívida seja totalmente quitada, garantindo maior segurança para o credor e, consequentemente, melhores condições para o tomador do empréstimo.
Entre as principais vantagens dessa modalidade, destacam-se as taxas de juros mais baixas em comparação a outros tipos de crédito, como o empréstimo pessoal. Além disso, o prazo de pagamento costuma ser mais longo, permitindo o parcelamento em condições mais acessíveis. Essa alternativa é ideal para quem precisa de um valor maior e busca um financiamento com custos reduzidos e flexibilidade no pagamento.

## Abuso na concessão de empréstimo
O empréstimo é um instrumento que cria lucros, riqueza e investimentos, associado sempre com o incessante crescimento econômico futuro. Trata-se de um traço clássico da sociedade capitalista pós-moderna, em que o consumidor se torna cliente de relações contínuas ou permanentes.. Entre as muitas desvantagens na excessiva concessão de crédito, podem ser citadas duas: o hiperconsumismo e o superendividamento.
O hiperconsumismo é incentivado pelo fornecedor de crédito, pelo marketing e pela publicidade em geral. Hoje inúmeras lojas de varejo além de venderem produtos, se especializaram no setor de crédito para aquisição de roupas, eletrodomésticos, empréstimo pessoal, entre outros. Todos destinados às classes de baixa-renda, C, D e E.
Para o consumidor um dos piores efeitos que se pode ter com essa grande democratização do crédito é o superendividamento. Ele é considerado como a “morte civil” ou a “morte do homus economicus” dentro da sociedade, uma vez que o indivíduo não tem mais poder de compra, não poderá participar do mercado de consumo.

## Superendividamento
O excesso de contração de empréstimos denomina-se superendividamento, e é cada vez mais comum nas sociedades consumistas. Com a proliferação das formas de crédito (cartão de crédito, linhas de crédito via telefone, crédito hipotecário, adiantamento do salário), a falta de previsão financeira pode levar uma pessoa a contrair mais dívidas do que lhe é possível suportar com o seu rendimento, entrando assim em falência pessoal.
Os proponentes devem ser responsáveis no recurso ao crédito, evitando sempre exceder a taxa de esforço máxima recomendada de 50%, ou seja, os proponentes devem evitar alocar mais do que 50% do rendimento mensal do agregado ao pagamento de créditos.
A Lei 14.871/2021 define o superendividamento como a situação em que o consumidor, de boa-fé, assume sua impossibilidade de arcar com todas as dívidas que contraiu sem comprometer o mínimo para sua sobrevivência.

## Proteção ao superendividado
Para a proteção do consumidor endividado, o Procon juntamente com o Tribunal de Justiça do Estado de São Paulo, criou um Núcleo de Tratamento do Superendividamento cujo objetivo é atender individualmente os consumidores insolventes, utilizando de medidas preventivas e corretivas. Para participar é necessário comparecer a um dos postos do PROCON e se submeter a uma triagem inicial, entrevistas, pré-seleção e palestras informativas. 

## Empréstimos e crise financeira de 2008
A crise do subprime, como ficou conhecida a crise de 2008, foi motivada essencialmente pelo abuso na concessão de empréstimos para cidadãos norte-americanos. 
O “subprime”, ou crédito de segunda linha, era um financiamento largamente difundido na economia americana, no qual os empréstimos eram obtidos mediante garantia de seus imóveis. Com a desaceleração do mercado imobiliário em 2007 e diminuição dos seus valores, ficou ainda mais difícil de obter novos empréstimos, agravando a crise. 
Os bancos, por sua vez, já haviam atrelado os ganhos desses empréstimos a outros papéis, chamados “créditos podres”, que foram comercializados para outras instituições financeiras e nas bolsas de valores no mundo. Essa sensação de insegurança motivou os investidores a optarem por resgatar os valores que aplicaram nesses fundos, o que causou um temor nas instituições financeiras, já que essas operações não geravam fluxo de caixa e os bancos não teriam liquidez suficiente para honrar os compromissos com esses investidores.
Observa-se, portanto, que o empréstimo tem grande impacto na economia e na sociedade.